# Скиту-Голешти (Арђеш)
Скиту-Голешти (рум. Schitu-Goleşti) насеље је у Румунији у округу Арђеш у општини Скиту-Голешти. Oпштина се налази на надморској висини од 509 m.

## Становништво
Према подацима из 2011. године у насељу је живело 4945 становника.